# Фобофобија
Фобофобија је страх од фобије или фобија, специфично — унутрашњих осећања повезаних с фобијом и анксијететом, што исти везује са осталим поремећајима анксијетета — посебно с генерализованим поремећајем анксијетета (слободно лебдећи страхови) и паничним нападима. То је стање у којем су поремећаји анксијетета одржани на продужени начин, који у комбинацији са физиолошким страхом који генерише фобофобија сусрета са фобијом која изазива страх у коначници довела до повећаних ефеката фобије у питању коју је пацијент можда развио — као што је агорафобија, и специфично с њом, и чиме постају подложни екстремним страховима од паничарења. Фобофобија долази између стреса који пацијент може да искуси и фобије коју је пацијент развио као ефекат свог живота, или — другим речима — то је мост између анксијетета/панике коју пацијент можда искушава и типа фобије које се он/она боји, стварајући екстремну предиспозицију са фобијом која изазива страх. Без обзира на ово, фобофобија се не изазива неопходно као део других фобија — али може да буде важан фактор за одржавање истих.
Фобофобија се разликује од других врста фобија по чињеници да нема енвиронменталних стимулуса пер се, него само интерналних грозних осећаја сличних физиолошким симптомима паничних напада. Физиолошко стање ума ствара анксиозни одговор који сам има условљене стимулусе који воде до додатног анксијетета, што резултује зачараним циклусом. Фобофобија је страх који се искуси пре него што се заправо искуси страх од фобије која изазива страх и њених соматских осећаја који јој претходе, што претходи генерализованима поремећајима анксиозности и може да генерише паничне нападе. Као и све фобије, пацијенти избегавају фобију која изазива страх да би избегли страх од исте.

## Етимологија
Реч фобофобија је енглеска прилагођеница старогрчког φόβος [phobos] (страх). Фобофобија се дословно преводи као „страх од страха”.